# Peter Kullgren
Kent Peter Kullgren (tidigare Karlsson), född 17 maj 1981 i Forshaga församling, Värmlands län, är en svensk kristdemokratisk politiker. Sedan 2022 är han Sveriges landsbygdsminister och chef för landsbygds- och infrastrukturdepartementet i regeringen Kristersson.
Peter Kullgren valdes in i kommunfullmäktige i Karlstads kommun 2006. Han var sedan kommunalråd på deltid 2010–2017, och var under den perioden bland annat 2:a vice ordförande i kommunstyrelsen 2012–2014 och ordförande i stadsbyggnadsnämnden 2014–2017.
2017 utsågs Kullgren till biträdande partisekreterare i Kristdemokraterna. Den 14 september 2018 utsågs han av partistyrelsen till partisekreterare. Han satt på posten till oktober 2022, då han blev statsråd.
Peter Kullgren är gift med Sarah Kullgren, ordförande för KD-kvinnor.